# Burmagomphus sivalikensis
Burmagomphus sivalikensis é uma espécie de libelinha da família Gomphidae.
É endémica da Índia.